# Augustinern 59 (Quedlinburg)
Das Haus Augustinern 59 war ein denkmalgeschütztes Gebäude in der Stadt Quedlinburg in Sachsen-Anhalt.

## Lage
Es befand sich im nördlichen Teil der historischen Quedlinburger Neustadt und gehörte zum UNESCO-Weltkulturerbe. Im Quedlinburger Denkmalverzeichnis war es als Wohnhaus eingetragen.

## Architektur und Geschichte

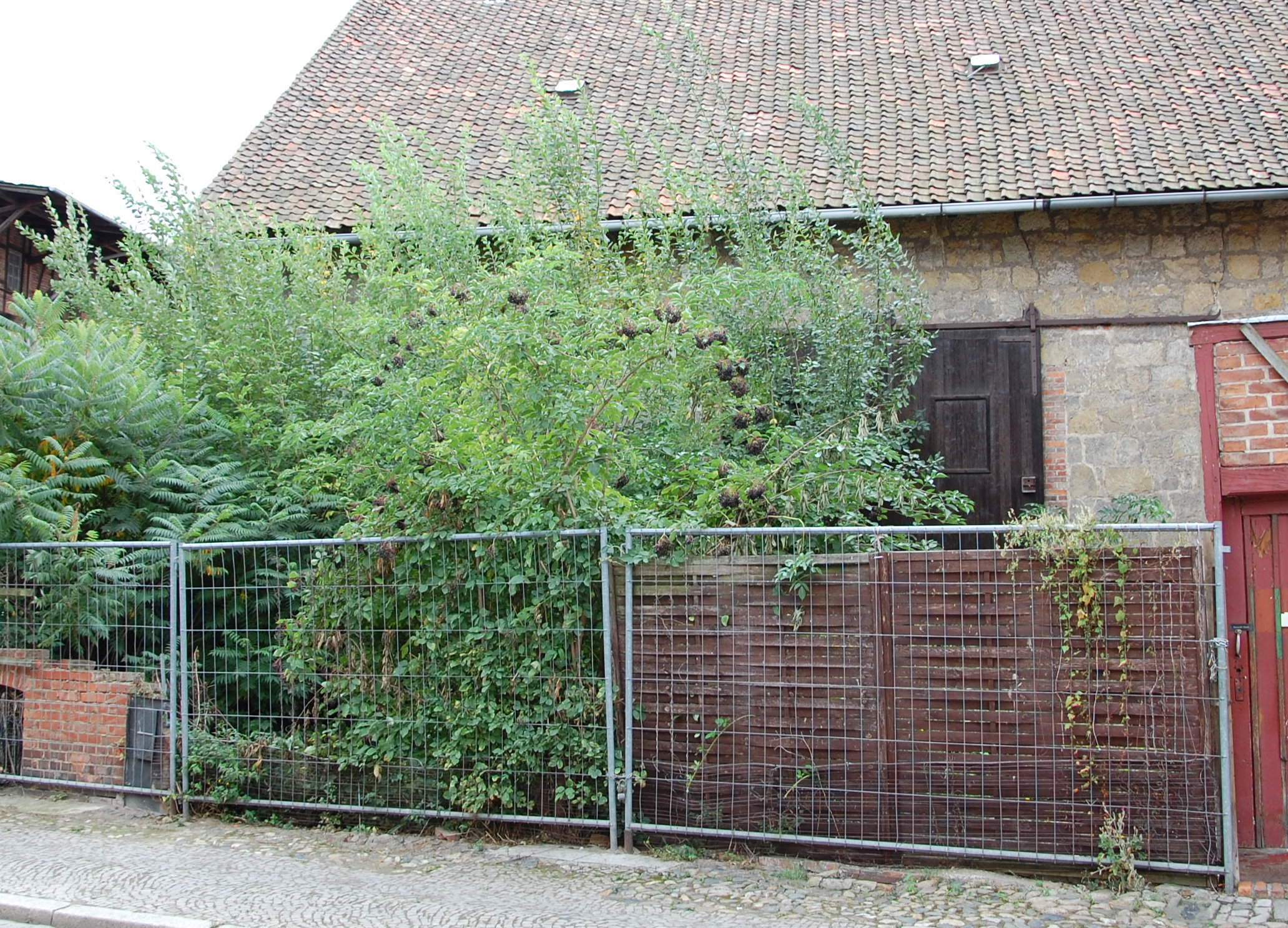
Grundstück Augustinern 59 im Jahr 2013

Das Fachwerkhaus stammte aus der Zeit um das Jahr 1700. Im frühen 19. Jahrhundert fand eine allerdings zurückhaltende Erneuerung statt, die Profilbohle, Tür, Fenster und Fensterläden betraf. Das Haus wurde als gedrungen beschrieben.
1998 war das Gebäude noch im Denkmalverzeichnis eingetragen, wobei sich die Bausubstanz bereits als sanierungsbedürftig darstellte. In der Zeit um die Jahrtausendwende wurde es abgerissen. Die formale Streichung aus dem Denkmalverzeichnis erfolgte erst 2024.